# Habitatge al passeig de Catalunya, 46 (Aiguafreda)
L'edifici situat al Passeig de Catalunya, 46 és una obra del municipi d'Aiguafreda (Osona) inclosa en l'Inventari del Patrimoni Arquitectònic de Catalunya.

## Descripció
És una casa aïllada situada en una zona de ciutat-jardí. Consta de planta baixa i golfes. La teulada és a doble vessant, de gran pendent, amb teula plana i coronada per un floró a l'inici del carener al cos que sobresurt. Hi ha diferents obertures a l'exterior encapçalades per guardapols, a l'acabament dels quals hi ha motius decoratius. Cal destacar a la part davantera una balustrada que acompanya l'escala d'accés a la casa. Tot l'edifici és aixecat sobre un gran sòcol.